# Aaron V. Brown

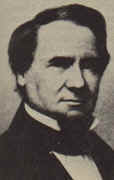
Aaron V. Brown.

Aaron Venable Brown, född 15 augusti 1795 i Brunswick County, Virginia, död 8 mars 1859 i Washington, D.C., var en amerikansk demokratisk politiker. Han var den 13:e guvernören i delstaten Tennessee 1845-1847 och USA:s postminister (Postmaster General) från 6 mars 1857 fram till sin död.
Brown studerade vid University of North Carolina at Chapel Hill. Han arbetade som advokat i Tennessee tillsammans med James K. Polk som senare blev USA:s president. Brown var ledamot av delstatens senat 1821-1827.
Brown var ledamot av USA:s representanthus 1839-1845 och därefter valdes han en gång till guvernör. Polk var president samtidigt som Brown var guvernör i Tennessee. Polks expansionistiska politik ledde till mexikanska kriget och som guvernör meddelade Brown att 2 600 frivilliga behövs från Tennessee. I och med att 30 000 svarade på anropet, förstärktes Tennessees rykte som Volunteer State ("frivilligstaten"). Brown kandiderade till omval men förlorade mot whigpartiets kandidat Neill S. Brown.
President James Buchanan utnämnde Brown 1857 till postminister. Han avled i ämbetet och efterträddes av Joseph Holt.
Brown var metodist. Hans grav finns på Mount Olivet Cemetery i Nashville.